# Tommy Edwards
Thomas J. Edwards, detto Tommy (Richmond, 17 febbraio 1922 – 22 ottobre 1969), è stato un cantante statunitense.

## Biografia
Nato in Virginia, è conosciuto soprattutto per il brano It's All in the Game del 1958, brano che ha raggiunto la vetta della classifica Billboard Hot 100. La canzone è stata scritta da Charles Dawes e Carl Sigman.
Negli anni successivi ha registrato altri brani di successo, seppur di minore impatto in termini di vendite discografiche rispetto a It's All in the Game: tra questi My Melancholy Baby, Please, Mr. Sun, Love Is All We Need e The Morning Side of the Mountain.
È deceduto all'età di 47 anni in Virginia in seguito ad un aneurisma cerebrale.